# Angaria
Angaria (łac.;  gr.: ἀγγαρεία, angareía) była rodzajem systemu pocztowego zaadaptowana przez Rzymian od starożytnych Persów. Według Ksenofonta system perski został ustanowiony przez Cyrusa Wielkiego. Kurierzy konni zostali rozmieszczeni na niektórych etapach wzdłuż głównych dróg imperium, aby przesyłać królewskie depesze nocą i dniem przy każdej pogodzie. System rzymski wziął swoją nazwę od greckiej formy babilońskiego słowa przyjętego w języku perskim na określenie konnych kurierów. W systemie rzymskim zaopatrzenie w konie i ich utrzymanie było obowiązkiem prowincjonalnej ludności. Z wypełnienia takiego obowiązku jedynie cesarz mógł udzielić zwolnienia.
Termin ten był również używany od IV wieku dla ciężkich pojazdów transportowych cursus publicus i ciągnących je zwierząt pociągowych. Zaczęło oznaczać jakąkolwiek przymusową służbę (por. danina) lub ucisk zarówno w średniowiecznej łacinie, jak i bizantyjskiej grece. We współczesnej grece oznacza każdą służbę lub zadanie  niechętnie podjęte przez tego, kto jest zmuszony do ich wykonania.